# Pinten

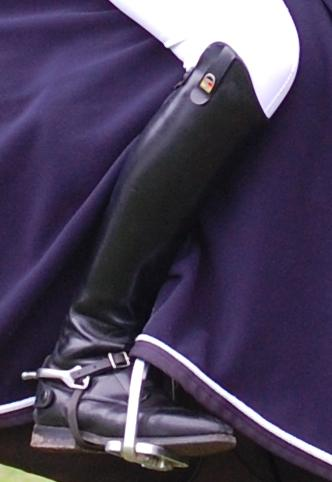
Cizme de călărie cu pinteni

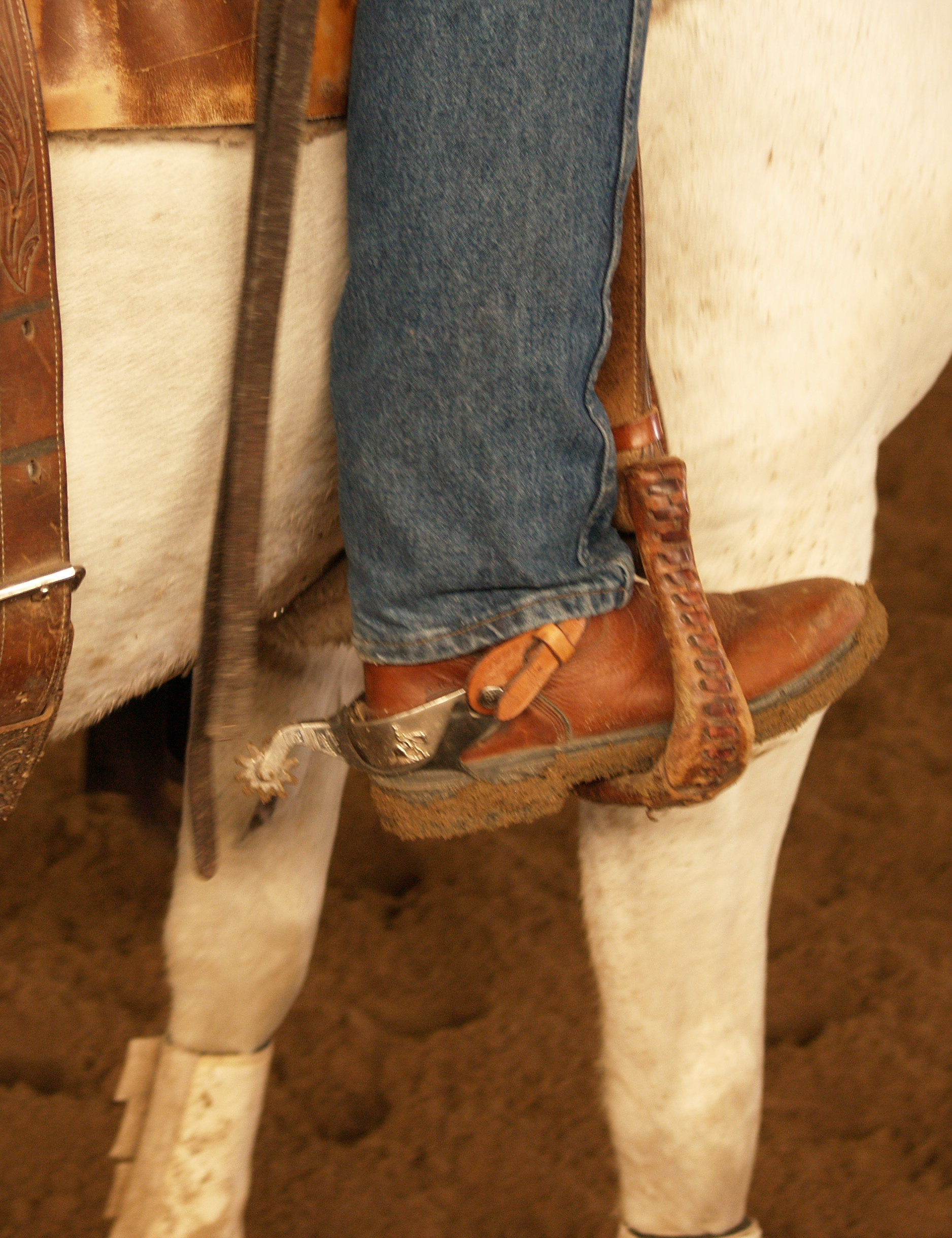
Western

Pintenul este un intrument de metal arcuit, fixat de cizma de călărie, care dispune de un spin sau rotiță zimțată și este folosit la călărie ca mijloc suplimentar de ghidare a calului.